# Municipio de Harlem (condado de Stephenson)
El municipio de Harlem (en inglés: Harlem Township) es un municipio ubicado en el condado de Stephenson en el estado estadounidense de Illinois. En el año 2010 tenía una población de 2275 habitantes y una densidad poblacional de 27,87 personas por km².

## Geografía
El municipio de Harlem se encuentra ubicado en las coordenadas 42°20′2″N 89°42′5″O / 42.33389, -89.70139. Según la Oficina del Censo de los Estados Unidos, el municipio tiene una superficie total de 81.63 km², de la cual 81,37 km² corresponden a tierra firme y (0,32 %) 0,26 km² es agua.

## Demografía
Según el censo de 2010, había 2275 personas residiendo en el municipio de Harlem. La densidad de población era de 27,87 hab./km². De los 2275 habitantes, el municipio de Harlem estaba compuesto por el 95,96 % blancos, el 1,36 % eran afroamericanos, el 0,18 % eran amerindios, el 0,75 % eran asiáticos, el 0,26 % eran de otras razas y el 1,49 % eran de una mezcla de razas. Del total de la población el 1,45 % eran hispanos o latinos de cualquier raza.